# Barry Dennen
Barry Dennen (ur. 22 lutego 1938 w Chicago, zm. 26 września 2017 w Burbank) – amerykański aktor charakterystyczny, piosenkarz, pisarz i scenarzysta. Odtwórca roli Poncjusza Piłata w musicalu Jesus Christ Superstar.

## Życiorys
Urodził się w Chicago w Illinois. W latach 1960–1963 mieszkał w Nowym Jorku. Był związany z Barbrą Streisand, mieszkali razem przez rok, w tym czasie pomógł jej rozwinąć występ w nocnym klubie, który rozpoczął jej udaną karierę jako piosenkarki i aktorki.
Na 15 lat przeniósł się do Londynu, a w 1968 otrzymał główną rolę ceremoniarza w londyńskiej wersji Kabaretu. Jego występ w tej produkcji przyniósł mu nagrodę magazynu „London Evening Standard” dla najlepszego aktora. W 1970 zagrał Poncjusza Piłata na albumie koncepcyjnym Jesus Christ Superstar i tę samą rolę zagrał w produkcji na Broadwayu (od 12 października 1971 do 1 lipca 1973). W tym samym roku zagrał Mendla w filmie Normana Jewisona Skrzypek na dachu (1971). Według strony internetowej Dennena, zasugerował Jewisonowi, aby wyreżyserował  wersję filmowej filmową Jesus Christ Superstar. Jewison to zrealizował, a Dennen ponownie zagrał w Piłata (1973). W 1993 wystąpił jako generał dywizji w operze Piraci z Penzance w Santa Barbara Civic Light Opera. W 2003 zagrał króla Heroda w trasie północnoamerykańskiej produkcji Gaila Edwardsa Jesus Christ Superstar. W 2006 w Los Angeles powrócił do roli Piłata w koncercie łączącym legendarnych artystów musicalu w rolach głównych.
W swojej autobiografii pt. My Life With Barbra: A Love Story (1997) zadeklarował się jako homoseksualista.
W czerwcu 2017 Dennen doznał upadku w swoim domu w Burbank i wymagał opieki szpitalnej. Nigdy w pełni nie wyzdrowiał i zmarł 26 września 2017.

## Filmografia
| Filmy | Filmy                                                                     | Filmy                                | Filmy                |
| Rok   | Tytuł                                                                     | Rola                                 | Reżyser              |
| ----- | ------------------------------------------------------------------------- | ------------------------------------ | -------------------- |
| 1970  | Żongler z Notre Dame (The Juggler of Notre Dame)                          | żongler                              | Milton H. Lehr       |
| 1971  | Skrzypek na dachu (Fiddler on the Roof)                                   | Mendel                               | Norman Jewison       |
| 1973  | Jesus Christ Superstar                                                    | Poncjusz Piłat                       | Norman Jewison       |
| 1974  | W kręgu szaleństwa (Madhouse)                                             | Gerry Blount                         | Jim Clark            |
| 1975  | Brannigan                                                                 | Julian                               | Douglas Hickox       |
| 1977  | The Kentucky Fried Movie                                                  | Claude LaMont                        | John Landis          |
| 1978  | Test królika (Rabbit Test)                                                | Mad Bomber                           | Joan Rivers          |
| 1980  | Lśnienie (The Shining)                                                    | Bill Watson                          | Stanley Kubrick      |
| 1981  | Shock Treatment                                                           | Irwin Lapsey                         | Jim Sharman          |
| 1981  | Ragtime                                                                   | Stage Manager                        | Miloš Forman         |
| 1982  | Ciemny kryształ (The Dark Crystal)                                        | Chamberlain / Podling (głos)         | Frank Oz, Jim Henson |
| 1983  | Nieoczekiwana zmiana miejsc (Trading Places)                              | Demitri                              | John Landis          |
| 1983  | Superman III                                                              | dr McClean                           | Richard Lester       |
| 1984  | Memed, My Hawk                                                            | Hikmet                               | Peter Ustinov        |
| 1984  | Nie do publikacji (Not for Publication)                                   | Señor Wopperico                      | Paul Bartel          |
| 1991  | Liquid Dreams                                                             | major                                | Mark S. Manos        |
| 1994  | Clifford                                                                  | Terry Pterodaktyl                    | Paul Flaherty        |
| 1994  | Cień (The Shadow)                                                         | Tulku (głos)                         | Russell Mulcahy      |
| 1994  | Niańki (Twin Sitters)                                                     | Thomas                               | John Paragon         |
| 1997  | Titanic                                                                   | modlący się człowiek                 | James Cameron        |
| 2003  | Manhood                                                                   | śpiewający Pan Młody                 | Bobby Roth           |
| 2014  | Heavenly Sword                                                            | latający lis / prorok Takashi (głos) | Gun Ho Jung          |
| 2015  | Liga Sprawiedliwości: Tron Atlantydy (Justice League: Throne of Atlantis) | doradca ds. obrony (głos)            | Ethan Spaulding      |
| 2015  | Superstars: The Documentary                                               | w roli samego siebie/Poncjusz Piłat  | Frank Munoz          |
| 2016  | Alleluia! The Devil's Carnival                                            | mieszkaniec niebios                  | Darren Lynn Bousman  |